# Metallized
Metallized é um álbum da banda de heavy metal alemã U.D.O.
Álbum comemorativo dos 20 anos de carreira, recheado de fotos, com os maiores sucessos, além de duas músicas inéditas.

## Faixas
1. Holy
2. Heart of Gold
3. Animal House
4. Cut Me Out
5. They Want War
6. Cry Soldier Cry
7. In the Darkness
8. Man and Machine
9. 24/7
10. Trainride to Russia
11. Independence Day
12. Thunderball
13. Shadow Maker (unreleased song)
14. Terror in Paradise (unreleased song)
15. Balls to the Wall (acoustic version)
16. Bullet and the Bomb (live from St. Petersburg)